# 田中秀典
田中 秀典（たなか ひでのり、1980年5月13日 - ）は、千葉県柏市出身の作詞家・作曲家・ポップ歌手。

## ディスコグラフィ

### シングル
- 左手の魔法（2000年9月6日）
- Sweet Soul（2000年12月6日）
- Strawberry Season（2001年3月28日）
- BASEBALL（2001年07月25日
- 落書きみたいな恋の唄（2002年1月23日）
- 向日葵のある風景（2002年07月31日）

### アルバム
- INDOOR MONSTER （2001年8月29日）
- LOVE SUBMARINE TOUR （2002年09月25日）

## 楽曲提供
- 関ジャニ∞
  - ローリング・コースター（作詞／アルバム『PUZZLE』収録）
  - ブリュレ（作詞・作曲／アルバム『PUZZLE』、シングル『ひとりにしないよ』収録）
  - 冬恋（作詞・作曲／シングル『GIFT 〜白〜』収録）
  - モノグラム（作詞／アルバム『8UPPERS』収録）
  - パンぱんだ（作曲／アルバム『FIGHT』収録）
  - 夕闇トレイン（作詞／アルバム『JUKE BOX』収録）
  - クジラとペンギン（作詞／『ココロ空モヨウ』収録）
  - WASABI（作詞・作曲／アルバム『関ジャニ∞の元気が出るCD!!』収録）
  - ノスタルジア（作詞／アルバム『ジャム』収録）
  - Sweet & Bitter（作詞／シングル『キミトミタイセカイ』収録)
- SCANDAL
  - 夜明けの流星群（作詞（TOMOMIと共作）、作曲／シングル『夜明けの流星群』収録）
- Snow Man
  - 縁 -YUÁN-（作詞）シングル『HELLO HELLO』収録、avex trax、2021年7月14日）
- Yun*chi
  - Wonderful Wonder World*（作詞）（シングル『Wonderful Wonder World*』、2014年10月22日）
- スフィア
  - My Sweet Hears（作詞）（アルバム『10s』、GloryHeaven、2019年5月8日）
- 夏川椎菜
  - ラブリルブラ（作詞・作曲）（シングル『パレイド』、MusicRay'n、2018年7月18日）
  - ファーストプロット（作曲）（アルバム『ログライン』、MusicRay'n、2019年4月17日）
- 宮野真守
  - Discovery（作詞）（シングル『Discovery』、KING RECORDS、2008年6月4日）
- May'n
  - Hero（作曲）（アルバム『If you…』収録、flyng DOG、2011年2月23日）